# Grimaldi (Vintimille)
Grimaldi est un village italien, l'un des 22 hameaux appartenant à la commune de Vintimille, dans la province d'Imperia en Ligurie. Il se trouve à environ 7 km à l'ouest de la ville de Vintimille.

## Hameaux de Vintimille
Entre parenthèses, la distance qui sépare les hameaux (frazione en italien) de la ville de Vintimille.
- - Bevera (4,35 km)
  - Calandri (3,86 km)
  - Calvo (6,64 km)
  - Carletti (5,26 km)
  - Case Allavena (5,57 km)
  - Case Roberto (5,97 km)
  - Case Sgorra (5,67 km)
  - Grimaldi (7,23 km)
  - La Mortola (7,09 km)
  - Latte (4,29 km)
  - Mortola Superiore et Mortola Inferiore (7,09 km)
  - Porra (4,98 km), Roverino (0,99 km)
  - San Bernardo (2,57 km)
  - San Lorenzo (4,06 km)
  - Sant'Antonio (5,76 km)
  - Sealza (5,91 km)
  - Seglia (2,92 km)
  - Torri (7,54 km)
  - Trucco (6,03 km)
  - Varase (5,73 km)
  - Villatella (8,34 km)

## Galerie

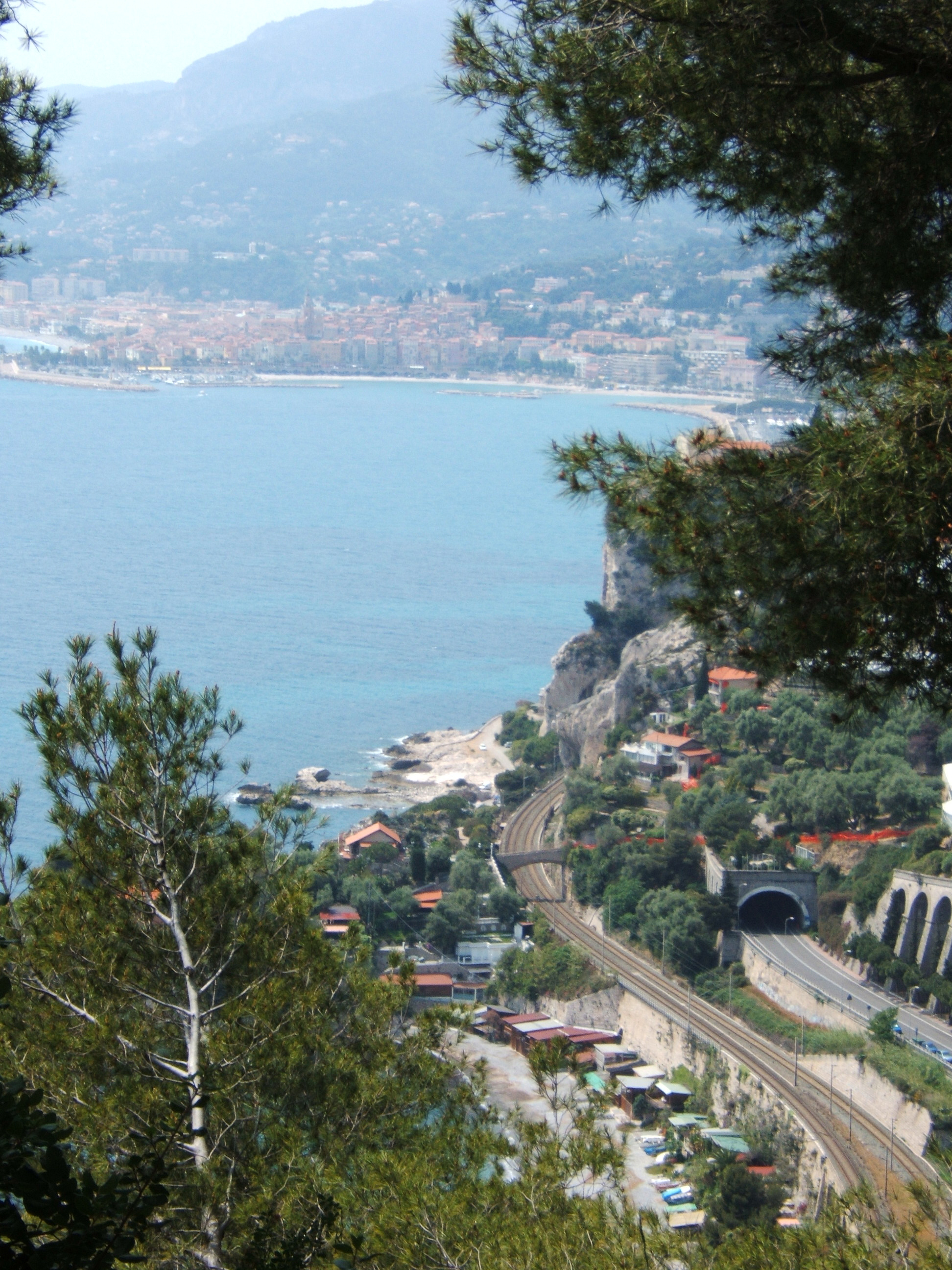
À Grimaldi, la France vue d'Italie. Au premier plan à droite, on voit la route côtière principale (Corso Europa in Frazione Grimaldi). À gauche de celle-ci, la voie ferrée transfrontalière. En arrière-plan, on aperçoit la ville de Menton et son Vieux Port (à gauche sur la photographie).
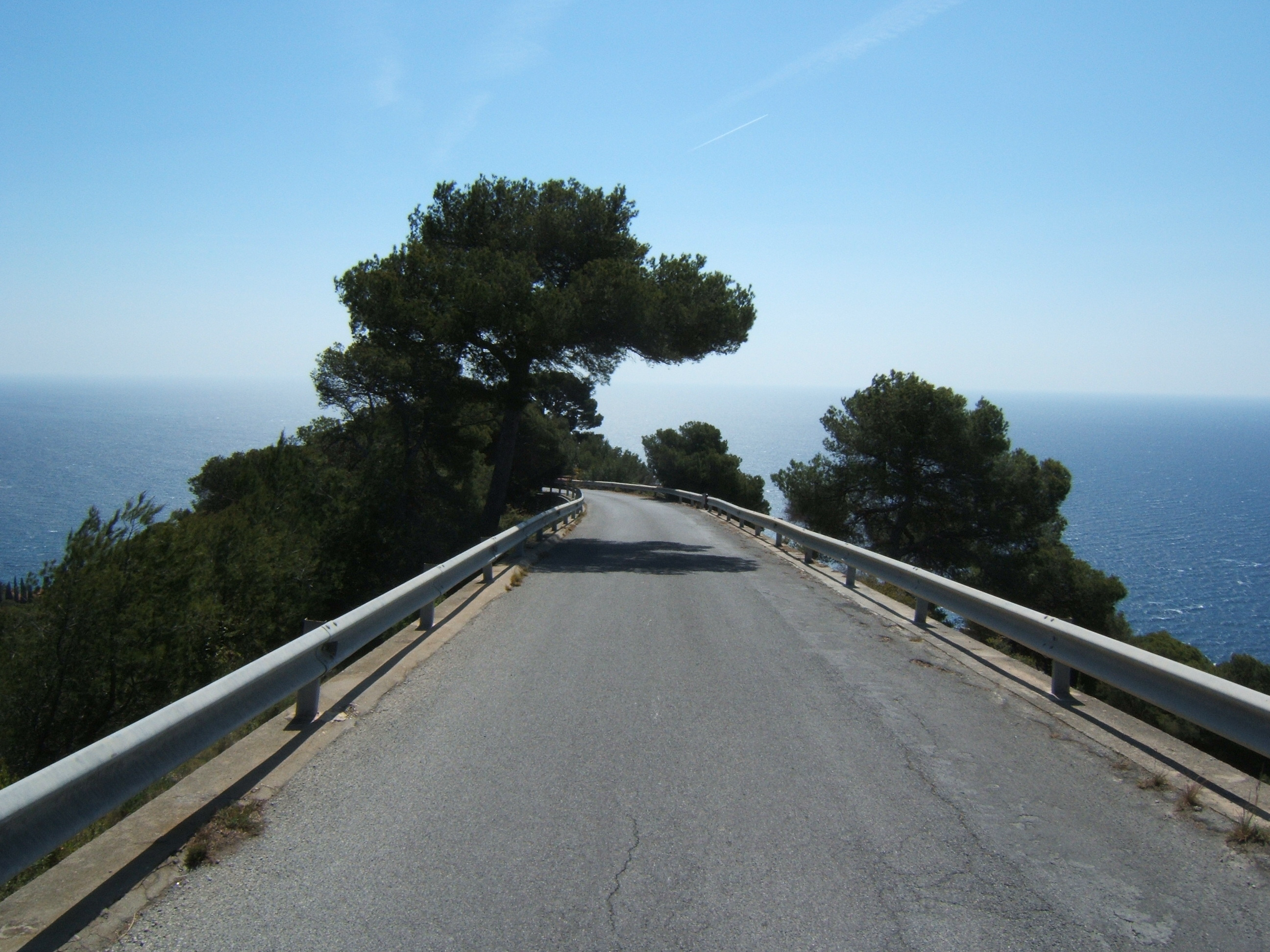
À Grimaldi, cette route secondaire semble plonger dans la mer Méditerranée.